# Ryszard Szurkowski

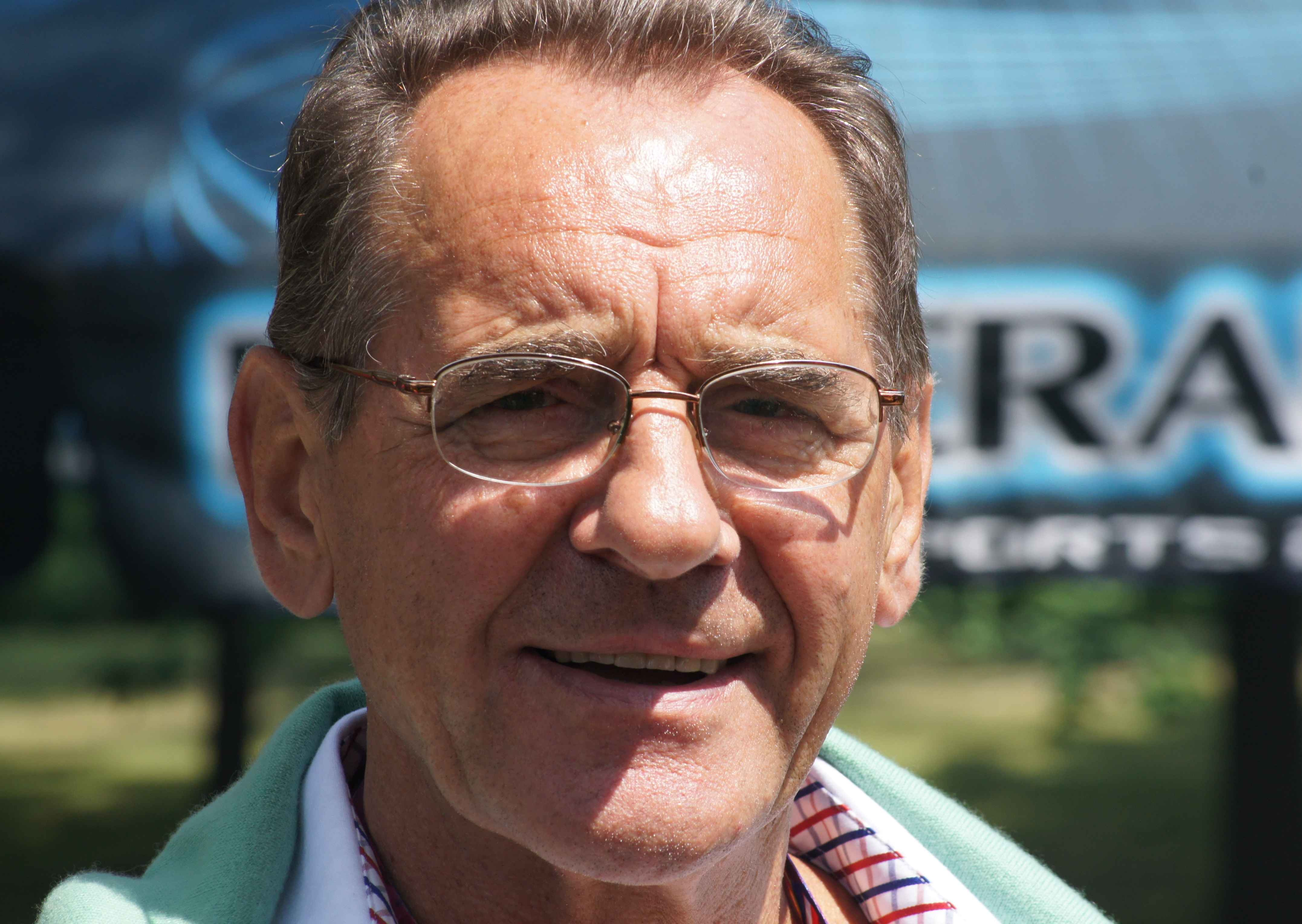
Ryszard Szurkowski (2011)

Ryszard Jan Szurkowski [ˈˈɾɨʂaɾt ˈjan ʂurˈkɔfski] (* 12. Januar 1946 in Frankenberg, Niederschlesien; † 1. Februar 2021 in Radom, Masowien) war ein polnischer Radrennfahrer und dreifacher Weltmeister.
Er galt als der polnische Eddie Merckx, konnte sich allerdings nur einmal (1974 beim Rennen Paris–Nizza, bei dem eine polnische Mannschaft mit einer Ausnahmegenehmigung zugelassen worden war) unmittelbar mit ihm messen, da er während des Kalten Krieges bei Profirennen im Westen nicht antreten durfte. Szurkowski dominierte in den 1970er Jahren das osteuropäische Pendant zur Tour de France, die Internationale Friedensfahrt. Nach seiner aktiven Zeit war er 1984 bis 1988 Trainer der Straßenradnationalmannschaft Polens. Seit einem Sturz beim Jedermannrennen Rund um Köln im Jahr 2018 saß er im Rollstuhl.

## Radsportkarriere
Ryszard Szurkowski begann erst im Alter von 20 Jahren mit dem Radsport, als ihn sein älterer Bruder in seiner Heimatstadt in einem Radsportverein anmeldete und ihn quasi zum Training „schickte“.
Szurkowskis erster großer Erfolg war der Sieg bei den polnischen Querfeldeinmeisterschaften 1968 in Prudnik. Ein Jahr später startete er erstmals bei der Internationalen Friedensfahrt. Seine tollkühne und aggressive Fahrweise wurde mit dem zweiten Platz in der Gesamtwertung belohnt.
In den Jahren 1970, 1971, 1973 und 1975 entschied Szurkowski viermal die Internationale Friedensfahrt für sich. Insgesamt startete er sechsmal bei der Rundfahrt. Auf insgesamt 89 Etappen des Rennens trug er 52 Male das Trikot des Gesamtführenden. Nach seinem zweiten Sieg bei der Internationalen Friedensfahrt nahm er 1972 an den Olympischen Spielen in München teil und belegte mit der polnischen Nationalmannschaft den zweiten Platz im Mannschaftszeitfahren.
Dieses Ergebnis konnte Szurkowski auch vier Jahre später bei den Olympischen Spielen in Montreal wiederholen. Dort hatte er schon 1974 den Vizemeistertitel der Amateure im Straßenradrennen geholt, nachdem er im Jahr zuvor in Barcelona bereits zweifacher Weltmeister im Einzelrennen sowie im Mannschaftszeitfahren geworden war.
Mit der Radnationalmannschaft wurde Szurkowski 1975 in Mettet erneut Weltmeister der Amateure im Mannschaftszeitfahren. In der Tour of Scotland gewann er zwei Etappen und wurde Gesamtzweiter. Im selben Jahr errang er seinen dritten polnischen Meistertitel nach 1969 und 1974; zwei weitere sollten 1978 und 1979 folgen. Obwohl er bei der Polen-Rundfahrt noch bis heute mit 15 Etappensiegen Rekordhalter ist, war es ihm nicht vergönnt, dieses Rennen als Gesamtsieger abzuschließen. Viermal gewann Szurkowski die Punktewertung (1971, 1973, 1974 und 1979) und zweimal die Bergwertung (1971 und 1974). 1972 gewann er die Tour of Scotland. 1975 siegte er im Eintagesrennen Archer Grand Prix. 1977 siegte er in der Niederösterreich-Rundfahrt, 1981 im Paarzeitfahren Flèche d’Or mit Tadeusz Mytnik als Partner. 1977 und 1980 siegte er im Eintagesrennen Puchar Ministra Obrony Narodowej.
Im Lauf seiner Karriere fuhr Szurkowski für vier polnische Sport- bzw. Radklubs: LZS Milicz, KS Czarni Radomsk, KS Dolmel Wrocław und KS Polonia Warszawa.

## Diverses
Die polnische Sportzeitung „Przegląd Sportowy“ kürte Szurkowski zweimal zum „Sportler des Jahres“ (1970 und 1973). 1970 wurde er mit dem Fair-Play-Preis der UNESCO ausgezeichnet. Nachdem er 1980 seine professionelle Karriere im Alter von 34 Jahren beendet hatte, war er von 1984 bis 1988 polnischer Nationaltrainer sowie 1985 bis 1989 Abgeordneter des damals noch sozialistischen polnischen Parlaments.
Ab 2010 war Szurkowski für einige Jahre Präsident des polnischen Radsportverbandes (PZKol), nachdem sein Vorgänger Wojciech Walkiewicz wiederum Präsident des europäischen Radsportverbandes Union Européenne de Cyclisme (UEC) geworden war. Darüber hinaus betrieb Szurkowski in Warschau ein eigenes Radsportgeschäft.
Er war weiterhin als Radsportler aktiv und nahm regelmäßig an Jedermannrennen in ganz Europa teil. Im Alter von 72 Jahren stürzte er 2018 bei einem solchen Rennen, dem Velodom in Köln, nach einem Zusammenstoß mit zuvor ebenfalls verunfallten Teilnehmern schwer. Szurkowski musste mehrfach operiert werden und saß gelähmt im Rollstuhl. Wegen der hohen Kosten für seine Rehabilitation wurde er durch Spenden unterstützt, unter anderem durch den Lions Club in Posen.

## Familie
Eine Zäsur im Leben Szurkowskis war der Terroranschlag auf das World Trade Center in New York am 11. September 2001, bei dem sein Sohn Norbert ums Leben kam.

## Palmarès
- Vierfacher Gewinner der Friedensfahrt (1970, 1971, 1973, 1975)
- Zweifacher olympischer Silbermedaillengewinner im Teamstraßenrennen (1972, 1976)
- Dreifacher Weltmeister
  - einmal im Einzelrennen (1973)
  - zweimal im Teamrennen (1973, 1975)
- Vizeweltmeister im Einzelrennen (1974)
- Zweifacher „Sportler des Jahres“ Polens (1971, 1973)
- UNESCO-„Fair Play“-Preis (1970)
- Masowien-Rundfahrt (Dookoła Mazowsza) 1977, 1978
- Fünffacher polnischer Meister im Straßenrennen (1969, 1974–1975, 1978–1979)
- Polnischer Meister im Querfeldeinrennen 1968
- Polnischer Meister im Bergfahren 1974